# Danny Vukovic
Danny Vukovic (n. 27 martie 1985, Sydney, Noul Wales de Sud, Australia) este un fotbalist australian.
Vukovic a debutat la echipa națională a Australiei în anul 2018. Vukovic a jucat pentru naționala Australiei la Campionatul Mondial din 2018.

## Statistici
| Australia | Australia | Australia |
| An        | Meciuri   | Goluri    |
| --------- | --------- | --------- |
| 2018      | 4         | 0         |
| Total     | 4         | 0         |